# HD曲線

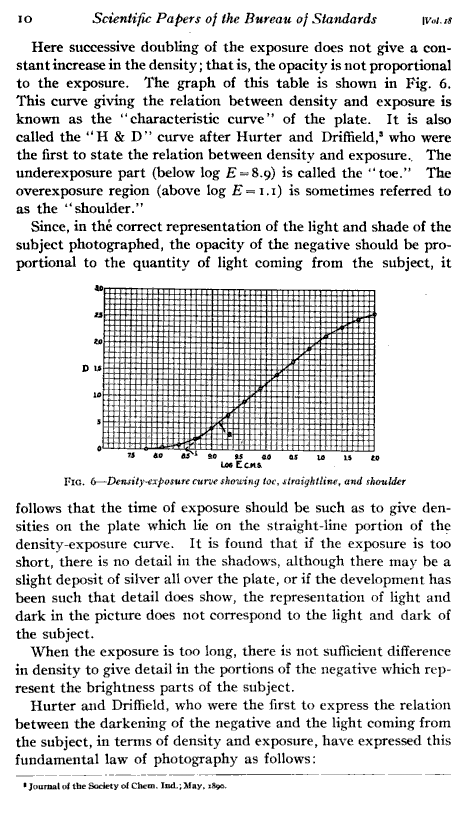
感光測定(Sensitometry)中所使用的H&D曲線。

HD曲線也稱為膠片特性曲線、感光測定曲線或密度測定曲線，是測量攝影膠卷感光性的感光曲線，以19世紀的兩位攝影科學家費迪南·赫爾特與維羅·查爾斯·德里菲爾德為名。他們將感光測定及密度測定之科學實踐帶入攝影膠卷，並研發一種稱為光化儀的攝影測光表。

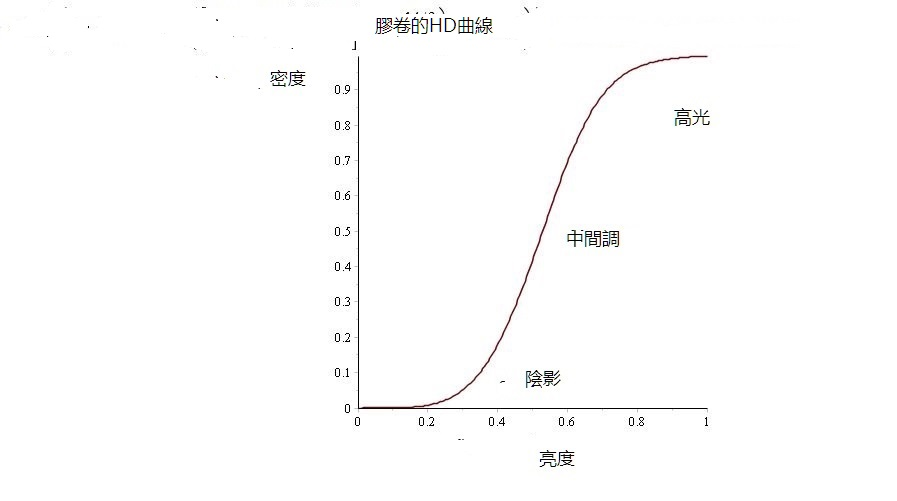
膠卷的HD感光曲線

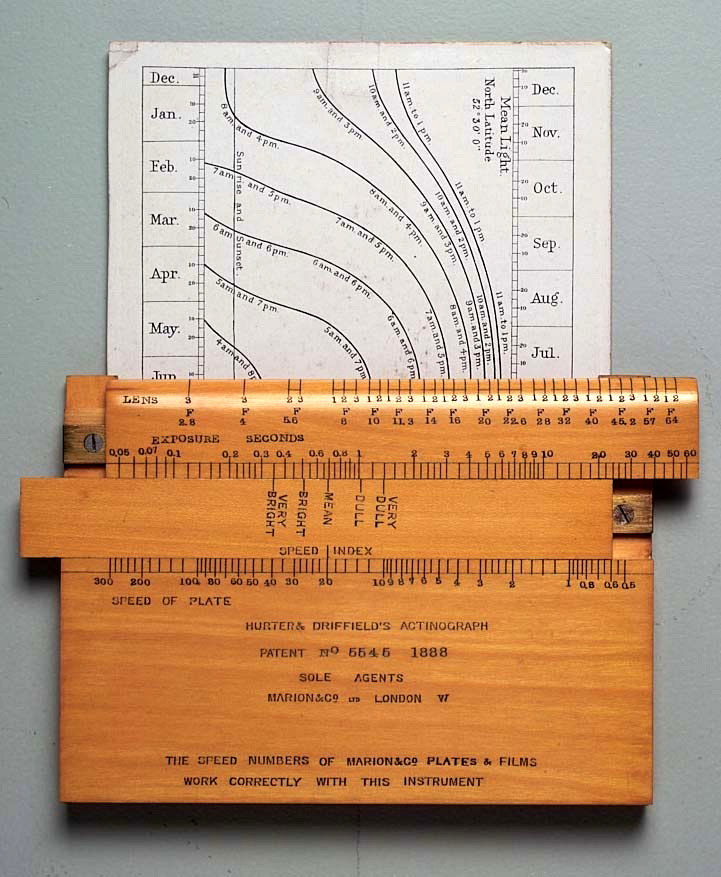
赫爾特和德里菲爾德的光化儀。

## 另見
- ISO值，現今膠卷感光度是基於HD曲線研究理論而測定
- 底片

## 外部連結
- Film Characteristic Curves（页面存档备份，存于）, NDT Resource Center